# Eanfrith af Bernicia
Eanfrith (død 634) var angelsaksisk konge af Bernicia i England fra 633 til 634. Han var søn a Æthelfrith af Northumbria.
Omkring 616 faldt Æthelfrith i slaget ved Idle. Sejrherren, Raedwald af East Anglia, indsatte Edwin som konge i Northumbria. Eanfrith flygtede nordover, og søgte tilflugt hos pikterne i Skotland. Han giftede sig ind i den piktiske kongeslægt, og fik en søn, Talorcan, som senere blev konge af pikterne fra (653–657).
Eanfrith forblev hedning gennem hele livet, i modsætning til Edwin, som konverterede til kristendommen i 627.
Edwin faldt i slaget ved Hatfield Chase 12. oktober 633. Efter hans død fortsatte Cadwallon af Gwynedd plyndringstogter ind i Northumbria. Dette førte til at Northumbria blev splittet op. Eanfrith greb chancen og blev indsat som konge i et af underkongedømmerne, Bernicia.
I 634 forsøgte Eanfrith at forhandle om fred med Cadwallon, men da samtalerne slog fejl fik Cadwallon ham myrdet.